# Rdeči sprehajalček
Rdeči sprehajalček (znanstveno ime Tripterygion tripteronotum) je litoralna ribja vrsta, ki je razširjena tudi v Sloveniji. 

## Opis
Telo spolno zrelih samcev je rdeče barve s črno glavo in značilnimi temno-svetlimi progami. Samice in mladi samci so sivi do sivorumeni in imajo prečne svetlo-temne proge. Barva telesa je odvisna od življenjskega okolja. Na hrbtu ima rdeči sprehajalček tri plavuti. 

## Razširjenost
Rdeči sprehajalček je pogost ob obalah vzhodnega Atlantika in Sredozemlja. Najdemo ga tudi v Jadranskem. in Črnem morju. Zadržuje se na globinah od 0 do 10 metrov.